# Beniamino Segre

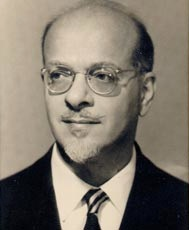
Beniamino Segre

Beniamino Segre (* 16. Februar 1903 in Turin; † 22. Oktober 1977 in Frascati) war ein italienischer Mathematiker, der sich vor allem mit Geometrie (algebraischer Geometrie, projektiver Geometrie, Differentialgeometrie), Funktionentheorie und Kombinatorik beschäftigte. Er ist einer der Begründer der kombinatorischen Geometrie.

## Leben
Segre studierte in Turin bei Giuseppe Peano, Guido Fubini, Gino Fano und Corrado Segre (der nur entfernt mit ihm verwandt war). 1923 wurde er bei Corrado Segre promoviert, blieb eine Weile als Assistenzprofessor in Turin und studierte dann 1926 mit einem Rockefeller-Stipendium bei Élie Cartan in Paris. Nach einer Zeit als Assistent von Francesco Severi in Rom (der dort die italienische Schule der algebraischen Geometrie mit Federigo Enriques und Guido Castelnuovo anführte) wurde er 1931 Professor in Bologna, verlor aber 1938 als Jude seine Professur und ging nach England, wo er nach einer Internierungszeit als „Feindlicher Ausländer“ 1942 eine Anstellung in Manchester bei Louis Mordell fand, der vielen emigrierten Mathematikern geholfen hatte. 1946 wurde er wieder Professor in Bologna und war 1950 in der Nachfolge von Francesco Severi Professor in Rom.
Segre beschäftigte sich mit unterschiedlichsten Gebieten der Geometrie, beispielsweise algebraischer Geometrie oder kombinatorischen Fragen der Geometrie über endlichen Körpern (Galoiskörpern), beginnend mit seiner Arbeit Sulle ovali nei piani lineari finiti (Über Ovale in endlichen projektiven Ebenen) in den Atti di Accademia dei Lincei 1954 (englisch in Canadian Journal of Mathematics 1955), in der er die irreduziblen Kegelschnitte in einer endlichen projektiven Desargues-Ebene ungerader Ordnung charakterisiert (→ Satz von Segre).
Segre war Mitglied der Accademia dei Lincei und zweimal ihr Präsident sowie Mitglied der Accademia Nazionale delle Scienze und der Accademia delle Scienze di Torino. 1963 wurde er zum Ehrenmitglied der London Mathematical Society gewählt und 1965 zum assoziierten Mitglied der Académie royale des Sciences, des Lettres et des Beaux-Arts de Belgique. 1974 wurde er korrespondierendes Mitglied der Académie des sciences. Er hielt einen Plenarvortrag auf dem ICM 1954 in Amsterdam (Geometry on an algebraic variety), war 1958 Invited Speaker auf dem ICM in Edinburgh (On Galois Geometries) und 1950 in Cambridge (Massachusetts) (Arithmetical properties of algebraic varieties).
Das „Centro Linceo Interdisciplinare“ der Accademia dei Lincei ist nach ihm benannt.

## Schriften
- Opere Scelte. (Werke), 3 Bände, Rom, Edizioni Cremonese, 1987, 2000.
- Arithmetical Questions on Algebraic Varieties. 1951.
- Lezioni di geometria moderna. 1948, stark erweiterte englische Ausgabe: Lectures on modern geometry. Rom 1961.
- The non singular cubic surfaces. Clarendon Press, Oxford 1942.